# 8e étape du Tour de France 1997
Pour un article plus général, voir Tour de France 1997.
La huitième étape du Tour de France 1997 s'est déroulée le 13 juillet 1997 entre Sauternes et Pau  sur un parcours de 161,5 km. Cette étape est remportée au sprint par l'Allemand Erik Zabel dont c'est la troisième victoire sur ce Tour 1997.

## Classement de l'étape
| \| Classement de l'étape \| Classement de l'étape \| Classement de l'étape \| Classement de l'étape \| Classement de l'étape \| \| Coureur \| Coureur \| Pays \| Équipe \| Temps \| \| --------------------- \| --------------------- \| --------------------- \| ------------------------------- \| --------------------- \| \| 1er \| Erik Zabel \| Allemagne \| Deutsche Telekom \| 3 h 22 min 42 s \| \| 2e \| Nicola Minali \| Italie \| Batik-Del Monte \| + 0 s \| \| 3e \| Jeroen Blijlevens \| Pays-Bas \| TVM-Farm Frites \| + 0 s \| \| 4e \| Frédéric Moncassin \| France \| Gan \| + 0 s \| \| 5e \| Lauri Aus \| Estonie \| Casino, c'est votre équipe \| + 0 s \| \| 6e \| Gian Matteo Fagnini \| Italie \| Saeco-Estro \| + 0 s \| \| 7e \| Andreï Tchmil \| Ukraine \| Lotto-Isoglass \| + 0 s \| \| 8e \| Massimo Strazzer \| Italie \| Alessio-Bianchi \| + 0 s \| \| 9e \| Nicolas Jalabert \| France \| Cofidis-Le Crédit par Téléphone \| + 0 s \| \| 10e \| Adriano Baffi \| Italie \| US Postal Service \| + 0 s \| |                     |           |                                 |                 |
| |                     |           |                                 |                 |
| |                     |           |                                 |                 |
| Classement de l'étape |                     |           |                                 |                 |
| Coureur | Coureur             | Pays      | Équipe                          | Temps           |
| 1er | Erik Zabel          | Allemagne | Deutsche Telekom                | 3 h 22 min 42 s |
| 2e | Nicola Minali       | Italie    | Batik-Del Monte                 | + 0 s           |
| 3e | Jeroen Blijlevens   | Pays-Bas  | TVM-Farm Frites                 | + 0 s           |
| 4e | Frédéric Moncassin  | France    | Gan                             | + 0 s           |
| 5e | Lauri Aus           | Estonie   | Casino, c'est votre équipe      | + 0 s           |
| 6e | Gian Matteo Fagnini | Italie    | Saeco-Estro                     | + 0 s           |
| 7e | Andreï Tchmil       | Ukraine   | Lotto-Isoglass                  | + 0 s           |
| 8e | Massimo Strazzer    | Italie    | Alessio-Bianchi                 | + 0 s           |
| 9e | Nicolas Jalabert    | France    | Cofidis-Le Crédit par Téléphone | + 0 s           |
| 10e | Adriano Baffi       | Italie    | US Postal Service               | + 0 s           |

## Classement général
L'étape s'étant terminée au sprint, pas de changement au classement général. Le Français Cédric Vasseur (Gan) conserve la tête du classement général. Il devance toujours l'Allemand Erik Zabel (Deutsche Telekom) de une minute et 21 secondes et son coéquipier l'Anglais Chris Boardman de deux minutes et 54 secondes.
| \| Classement général \| Classement général \| Classement général \| Classement général \| Classement général \| \| Coureur \| Coureur \| Pays \| Équipe \| Temps \| \| ------------------ \| ------------------ \| ------------------ \| --------------------- \| ------------------ \| \| 1er \| Cédric Vasseur \| France \| Gan \| 41 h 46 min 41 s \| \| 2e \| Erik Zabel \| Allemagne \| Deutsche Telekom \| + 1 min 21 s \| \| 3e \| Chris Boardman \| Royaume-Uni \| Gan \| + 2 min 54 s \| \| 4e \| Jan Ullrich \| Allemagne \| Deutsche Telekom \| + 2 min 56 s \| \| 5e \| Stuart O'Grady \| Australie \| Gan \| + 2 min 59 s \| \| 6e \| Frédéric Moncassin \| France \| Gan \| + 3 min 04 s \| \| 7e \| Abraham Olano \| Espagne \| Banesto \| + 3 min 04 s \| \| 8e \| Laurent Jalabert \| France \| ONCE \| + 3 min 06 s \| \| 9e \| Oscar Camenzind \| Suisse \| Mapei-GB \| + 3 min 22 s \| \| 10e \| Davide Rebellin \| Italie \| La Française des jeux \| + 3 min 24 s \| |                    |             |                       |                  |
| |                    |             |                       |                  |
| |                    |             |                       |                  |
| Classement général |                    |             |                       |                  |
| Coureur | Coureur            | Pays        | Équipe                | Temps            |
| 1er | Cédric Vasseur     | France      | Gan                   | 41 h 46 min 41 s |
| 2e | Erik Zabel         | Allemagne   | Deutsche Telekom      | + 1 min 21 s     |
| 3e | Chris Boardman     | Royaume-Uni | Gan                   | + 2 min 54 s     |
| 4e | Jan Ullrich        | Allemagne   | Deutsche Telekom      | + 2 min 56 s     |
| 5e | Stuart O'Grady     | Australie   | Gan                   | + 2 min 59 s     |
| 6e | Frédéric Moncassin | France      | Gan                   | + 3 min 04 s     |
| 7e | Abraham Olano      | Espagne     | Banesto               | + 3 min 04 s     |
| 8e | Laurent Jalabert   | France      | ONCE                  | + 3 min 06 s     |
| 9e | Oscar Camenzind    | Suisse      | Mapei-GB              | + 3 min 22 s     |
| 10e | Davide Rebellin    | Italie      | La Française des jeux | + 3 min 24 s     |

## Classements annexes
| Classement par points | Classement par points | Classement par points | Classement par points | Classement par points |
| Coureur               | Coureur               | Pays                  | Équipe                | Points                |
| --------------------- | --------------------- | --------------------- | --------------------- | --------------------- |
| 1er                   | Erik Zabel            | Allemagne             | Deutsche Telekom      | 236 pts               |
| 2e                    | Frédéric Moncassin    | France                | Gan                   | 169 pts               |
| 3e                    | Jeroen Blijlevens     | Pays-Bas              | TVM-Farm Frites       | 159 pts               |
| 4e                    | Nicola Minali         | Italie                | Batik-Del Monte       | 121 pts               |
| 5e                    | Robbie McEwen         | Australie             | Rabobank              | 112 pts               |

| Classement par points | Classement par points | Classement par points | Classement par points | Classement par points |
| Coureur               | Coureur               | Pays                  | Équipe                | Points                |
| --------------------- | --------------------- | --------------------- | --------------------- | --------------------- |
| 1er                   | Erik Zabel            | Allemagne             | Deutsche Telekom      | 236 pts               |
| 2e                    | Frédéric Moncassin    | France                | Gan                   | 169 pts               |
| 3e                    | Jeroen Blijlevens     | Pays-Bas              | TVM-Farm Frites       | 159 pts               |
| 4e                    | Nicola Minali         | Italie                | Batik-Del Monte       | 121 pts               |
| 5e                    | Robbie McEwen         | Australie             | Rabobank              | 112 pts               |

| Classement de la montagne | Classement de la montagne | Classement de la montagne | Classement de la montagne       | Classement de la montagne |
| Coureur                   | Coureur                   | Pays                      | Équipe                          | Points                    |
| ------------------------- | ------------------------- | ------------------------- | ------------------------------- | ------------------------- |
| 1er                       | Laurent Brochard          | France                    | Festina-Lotus                   | 47 pts                    |
| 2e                        | Cyril Saugrain            | France                    | Cofidis-Le Crédit par Téléphone | 11 pts                    |
| 3e                        | Artūras Kasputis          | Lituanie                  | Casino, c'est votre équipe      | 10 pts                    |
| 4e                        | Flavio Vanzella           | Italie                    | La Française des jeux           | 8 pts                     |
| 5e                        | Marco Saligari            | Italie                    | Casino, c'est votre équipe      | 6 pts                     |

| Classement de la montagne | Classement de la montagne | Classement de la montagne | Classement de la montagne       | Classement de la montagne |
| Coureur                   | Coureur                   | Pays                      | Équipe                          | Points                    |
| ------------------------- | ------------------------- | ------------------------- | ------------------------------- | ------------------------- |
| 1er                       | Laurent Brochard          | France                    | Festina-Lotus                   | 47 pts                    |
| 2e                        | Cyril Saugrain            | France                    | Cofidis-Le Crédit par Téléphone | 11 pts                    |
| 3e                        | Artūras Kasputis          | Lituanie                  | Casino, c'est votre équipe      | 10 pts                    |
| 4e                        | Flavio Vanzella           | Italie                    | La Française des jeux           | 8 pts                     |
| 5e                        | Marco Saligari            | Italie                    | Casino, c'est votre équipe      | 6 pts                     |

| Classement du meilleur jeune | Classement du meilleur jeune | Classement du meilleur jeune | Classement du meilleur jeune | Classement du meilleur jeune |
| Coureur                      | Coureur                      | Pays                         | Équipe                       | Temps                        |
| ---------------------------- | ---------------------------- | ---------------------------- | ---------------------------- | ---------------------------- |
| 1er                          | Jan Ullrich                  | Allemagne                    | Deutsche Telekom             | 41 h 49 min 37 s             |
| 2e                           | Stuart O'Grady               | Australie                    | Gan                          | + 7 s                        |
| 3e                           | David Etxebarria             | Espagne                      | ONCE                         | + 46 s                       |
| 4e                           | Frank Vandenbroucke          | Belgique                     | Mapei-GB                     | + 54 s                       |
| 5e                           | Peter Luttenberger           | Autriche                     | Rabobank                     | + 1 min 17 s                 |

| Classement du meilleur jeune | Classement du meilleur jeune | Classement du meilleur jeune | Classement du meilleur jeune | Classement du meilleur jeune |
| Coureur                      | Coureur                      | Pays                         | Équipe                       | Temps                        |
| ---------------------------- | ---------------------------- | ---------------------------- | ---------------------------- | ---------------------------- |
| 1er                          | Jan Ullrich                  | Allemagne                    | Deutsche Telekom             | 41 h 49 min 37 s             |
| 2e                           | Stuart O'Grady               | Australie                    | Gan                          | + 7 s                        |
| 3e                           | David Etxebarria             | Espagne                      | ONCE                         | + 46 s                       |
| 4e                           | Frank Vandenbroucke          | Belgique                     | Mapei-GB                     | + 54 s                       |
| 5e                           | Peter Luttenberger           | Autriche                     | Rabobank                     | + 1 min 17 s                 |

| Classement par équipes | Classement par équipes     | Classement par équipes | Classement par équipes |
| Équipe                 | Équipe                     | Pays                   | Temps                  |
| ---------------------- | -------------------------- | ---------------------- | ---------------------- |
| 1re                    | Gan                        | France                 | 115 h 17 min 37 s      |
| 2e                     | Deutsche Telekom           | Allemagne              | + 3 min 38 s           |
| 3e                     | US Postal Service          | États-Unis             | + 3 min 42 s           |
| 4e                     | Casino, c'est votre équipe | France                 | + 4 min 29 s           |
| 5e                     | Mapei-GB                   | Italie                 | + 5 min 10 s           |

| Classement par équipes | Classement par équipes     | Classement par équipes | Classement par équipes |
| Équipe                 | Équipe                     | Pays                   | Temps                  |
| ---------------------- | -------------------------- | ---------------------- | ---------------------- |
| 1re                    | Gan                        | France                 | 115 h 17 min 37 s      |
| 2e                     | Deutsche Telekom           | Allemagne              | + 3 min 38 s           |
| 3e                     | US Postal Service          | États-Unis             | + 3 min 42 s           |
| 4e                     | Casino, c'est votre équipe | France                 | + 4 min 29 s           |
| 5e                     | Mapei-GB                   | Italie                 | + 5 min 10 s           |